# Det Kongelige Norske Videnskabers Selskab
Det Kongelige Norske Videnskabers Selskab (DKNVS; i Sverige förkortat NVS) är en vetenskaplig akademi i Norge. Det grundades i Trondheim 1760 med namnet Det Trondhiemske Selskab av biskop Johan Ernst Gunnerus, Gerhard Schøning och Peter Frederik Suhm. Detta omvandlades 1767 till Det Kongelige Norske Videnskabers Selskab.
Sällskapet har därefter finansierat en rad forskningsprogram och dess samlingar är grunden för Gunnerusbiblioteket och Vitenskapsmuseet, som båda tillhör Norges Teknisk-Naturvitenskapelige Universitet i Trondheim.